# استان تایاکاخا
استان تایاکاخا (به اسپانیایی: Provincia de Tayacaja) یک استان در پرو است که در منطقه اوئانکاولیکا واقع شده‌است. استان تایاکاخا ۳٬۳۷۰٫۶ کیلومتر مربع مساحت و ۱۰۴٬۳۷۸ نفر جمعیت دارد.